# NGC 3200
NGC 3200 (другие обозначения — ESO 567-45, MCG -3-26-37, UGCA 210, PGC 30108) — галактика в созвездии Гидра.
Этот объект входит в число перечисленных в оригинальной редакции «Нового общего каталога».
В галактике вспыхнула сверхновая SN 1953D, её пиковая видимая звездная величина составила 19,5.